# Charilaos Charisīs
Charilaos Charisīs (in greco Χαρίλαος Χαρίσης?; Giannina, 12 gennaio 1995) è un calciatore greco, centrocampista del Sivasspor.

## Caratteristiche tecniche
È un centrocampista centrale.

## Carriera

### Club
Ha giocato nella prima divisione greca ed in quella belga.

### Nazionale
Ha giocato nella nazionale greca Under-21.

## Palmarès

### Club

#### Competizioni nazionali
- Coppa di Grecia: 1

PAOK: 2016-2017